# Poblado ibérico del Cabezo de San Pedro
El Poblado Ibérico del Cabezo de San Pedro o Torrejón de los Moros es un yacimiento arqueológico perteneciente a la cultura ibérica sobre la margen izquierda del río Martín, en el término municipal de Oliete, en la comarca turolense de Andorra Sierra de Arcos. 
Fue un asentamiento fortificado ocupado durante el periodo ibérico (siglos III-I a. C.) y se caracteriza por sus restos de murallas y torres de defensa, viviendas, cerámica y objetos de metal. Fue destruido en las guerras sertorianas. Es un sitio importante para entender la vida y cultura de la población ibérica de la época. 
El Museo de Teruel tiene una sección dedicada a la investigación de este yacimiento.

## Descripción
El yacimiento se ubica en una altura que domina un tramo del río Martín, sobre el que se conservan restos de fortificaciones. El emplazamiento tiene contacto visual con otras cumbres habitadas en distintos periodos.
Las torres encontradas forman tipología de la que hay numerosos ejemplos en el área del Mijares al Ebro. San Pedro es entre estas particularmente notable por el tamaño de su torre principal, la estructura íbera más alta conservada en la península ibérica, que parece haber estado complementada con otras estructuras para mejor defensa contra maquinaria de asedio. El complejo estaba rodeado por un foso, cuyas dimensiones son motivo de análisis académico.
Al norte de esta posición de carácter más militar se han encontrado restos de un poblado, con características similares al vecino poblado de El Palomar. En la zona de influencia de esta comunidad se han encontrado restos de cerámicas y de herramientas neolíticas.

## Hallazgo
El descubrimiento del yacimiento se hizo público en 1880 y fue citado por los estudiosos sobre la cultura ibérica de la región. 
Para 1975 el yacimiento se encontraba en mal estado de conservación, sufriendo los efectos de la despoblación en la provincia de Teruel.

## Excavaciones y conservación
En 1981 y 1983, el Museo de Teruel llevó a cabo dos campañas de excavación bajo la dirección de Jaime D. Vicente con el objetivo de determinar la datación y entender sus componentes esenciales. 
En 1997-1998, la Diputación General de Aragón restauró la Torre A. 
Desde entonces, varios estudios y publicaciones han sido realizados sobre el sistema fortificado y el hábitat. 
En 2001 el Gobierno de Aragón lo declaró Bien de Interés Cultural en la categoría de Conjunto de Interés Cultural, zona arqueológica. 
En 2018 se realizó la tercera campaña de actuaciones arqueológicas.
En 2019 se hallaron más de 20 túmulos funerarios.
En 2020 se descubrió un torreón de la muralla primitiva.
En 2021 se localizaron tres fases en la construcción de las defensas del poblado.
En 2022 se retiraron 2600 metros cúbicos de escombros y se descubrieron nuevos dispositivos defensivos.